# Fresko
Fresko La Comer, también conocida simplemente como Fresko, es una cadena de supermercados estilo "Fresh Market", fundada en el año 2009 por la entonces cadena de supermercados Comercial Mexicana, actualmente conocida como La Comer.

## Historia

### Los inicios de Fresko como parte de la Controladora Comercial Mexicana
Su historia comienza a finales del año 2009 cuando entonces la empresa dueña Comercial Mexicana decide lanzar al mercado la nueva cadena de supermercados denominada Fresko (Fresko Comercial Mexicana como su primer nombre completo de la marca), después de la nueva marca City Market y el formato ya existente Sumesa, debido a lo cual es dedicado al nivel socioeconómico medio-alto.
Abrieron su primera sucursal en la zona de Tecamachalco en el Estado de México el 11 de septiembre de 2009, como una nueva iniciativa y modalidad de supermercado, el cual se encarga de ofrecer al consumidor productos de alta calidad de las divisiones como abarrotes y alimentos perecederos,por lo que posteriormente abrirían 2 sucursales en la Ciudad de México y alrededores. Posteriormente se expandieron a entidades federativas como Querétaro, Ciudad de México y Guanajuato, durante el lapso de 2011-2012 abrirían un poco más de 5 sucursales,por lo que después de la venta de Comercial Mexicana a Tiendas Soriana se quedaron con apenas sólo 8 sucursales de Fresko.
En el Estado de México, en Ciudad Satélite la tienda Comercial Mexicana Vallarta Satélite fue remodelada y convertida en una nueva sucursal de Fresko desde finales de 2012 y hasta principios de 2014 duró dicho proceso de imagen y cambio de formato.

### Fresko como parte del Grupo La Comer
El 5 de enero de 2016 Fresko pasa a formar parte del nuevo Grupo La Comer junto a los demás formatos como La Comer, City Market y Sumesa.Por lo que más tarde Fresko tiene un nuevo concepto de expansión en el mercado mexicano con nuevas aperturas en diferentes ciudades y Estados, empezando por el Estado de Jalisco, el cual el 21 de abril de 2016 abre su primera sucursal ubicada en el municipio de Tlajomulco de Zúñiga como tienda ancla principal del centro comercial Urban Center Guadalajara (en el Fraccionamiento La Rioja), esto como parte del Área metropolitana de Guadalajara, cuya sucursal cuenta con una superficie de 4,140 metros cuadrados de piso de venta,en el que más adelante, durante 2016, se abrieron dos sucursales más dentro del Área Metropolitana de Guadalajara, con las sucursales de Sania (en el municipio de Guadalajara, la cual fue abierta al público el 27 de julio de 2016) y Rafael Sanzio (en el municipio de Zapopan, inaugurada el 30 de noviembre de 2016).Asimismo, el 9 de diciembre de 2016, con una superficie de piso de ventas de 3,242 metros cuadrados y con una inversión de 130 millones de pesos, llega al Estado de Morelos con la apertura de su primera sucursal en la ciudad de Cuernavaca, esto en el centro comercial Bugambilia Plaza Cuernavaca, siendo esta la décima tienda Fresko dentro del territorio mexicano.
Durante este mismo ciclo de 2016, la tienda Comercial Mexicana Pabellón Bosques fue reconvertida al formato Fresko La Comer debido a la urbanización de la zona de Cuajimalpa en el Estado de México.
Luego de que la compañía comenzara a darle oportunidad de expansión a sus formatos hermanos La Comer y City Market durante el año 2017, en 2018 Fresko retoma su expansión geográfica tras casi dos años de inaugurar su última tienda en Morelos, inaugurando su primera tienda en la ciudad de Los Cabos, Baja California Sur con la sucursal Fresko Los Cabos Palmilla (dentro del municipio de San José del Cabo), la cual fue inaugurada al público el 14 de noviembre de 2018, siendo esta la primera sucursal, tanto del Estado de Baja California Sur como de la Región del pacífico norte mexicano bajo el formato de Fresko.
Durante el año 2019, como parte de su expansión geográfica, Fresko sumó sucursales e incluso comenzó a llegar por primera vez a ciudades donde Grupo La Comer no contaba con su presencia incluso en su etapa como Controladora Comercial Mexicana, entre ellos la apertura de la sucursal Miguel Ángel de Quevedo de la delgación Coyoacán dentro de la Ciudad de México, como una de las tiendas ancla del centro comercial Punto MAQ, cuya apertura se llevó a cabo el 4 de julio de 2019. Poco tiempo después, el 17 de julio de 2019, Fresko llega por primera vez al municipio de Valle de Bravo, Estado de México con la apertura de la sucursal Avándaro, siendo esta la primera sucursal del formato y del grupo en incursionar en una localidad mexicana con población menor a los 70,000 habitantes.Asimismo, el 13 de noviembre de 2019, se abre la cuarta sucursal en Guadalajara, Jalisco como una de las tiendas ancla del centro comercial Midtown Jalisco.
Durante la década de 2020, Fresko continuó su plan de expansión, sumando nuevas sucursales en ciudades donde ya se tenía presencia así como regresando a ciudades mexicanas donde alguna vez se tuvo presencia en su etapa como Comercial Mexicana y traspasando y reconvirtiendo algunas sucursales del formato La Comer en Fresko, empezando por la apertura de su segunda tienda Fresko en la ciudad de Querétaro bajo la sucursal Querétaro Milenio, cuya apertura se llevó a cabo en tiempos de Pandemia de COVID-19 en México en julio de 2020.Seguido de la apertura de la segunda sucursal Fresko en Los Cabos, Baja California Sur en el poblado de Cabo San Lucas denominada Fresko San Lucas, cuya apertura al público se llevó a cabo el 11 de noviembre de 2021. Asimismo, a finales de 2021 por primera vez abre su primera sucursal ubicada en la ciudad de Monterrey, Nuevo León, como parte de una de las tiendas ancla en el centro comercial Esfera Monterrey en donde anteriormente era una tienda departamental Sears, el cual para el año siguiente, en marzo de 2022, Fresko inaugura su segunda sucursal en el Área Metropolitana de Monterrey, Nuevo León (Fresko Cumbres), esto en reemplazo de una antigua sucursal de Lowe's;Entre los años 2021 a 2023, Grupo La Comer reconvirtió al formato Fresko dos tiendas La Comer dentro de la zona conurbada del Valle de México, esto debido a que cada una contaba con un tamaño de piso de ventas menores a los 4,000 metros cuadrados, siendo las sucursales La Herradura (en el municipio de Huixquilucan, Estado de México, el cual cerró en noviembre de 2020 y se reinauguró en 2021 ahora como Fresko) y Satélite (en el municipio de Naucalpan de Juárez, Estado de México, la cual, tras cerrar temporalmente en agosto de 2022, fue reinaugurada el 24 de mayo de 2023 ahora también como Fresko), las cuales para su transición se cerraron temporalmente para posteriormente reconstruirlas desde cero y adaptarlas al formato Fresko una vez inauguradas al público.
El 7 de diciembre de 2022 Grupo La Comer regresa a la ciudad de San Luis Potosí, tras más de 6 años de ausencia a consecuencia de la compraventa de Comercial Mexicana a Tiendas Soriana (por lo cual todas las sucursales Comercial Mexicana, MEGA y Bodega Comercial Mexicana establecidas en San Luis Potosí fueron adquiridas por Tiendas Soriana en 2016), con la inauguración de su primera sucursal bajo el formato Fresko en el Bulevar Antonio Rocha Cordero (Fresko San Luis Potosí).
El 27 de noviembre de 2024, Fresko se expande en el Área Metropolitana de Guadalajara, Jalisco con el inicio de operaciones de Fresko Valle Real en el municipio de Zapopan, siendo esta la quinta sucursal del formato en establecerse en el Área Metropolitana de Guadalajara, y por ende, del Estado de Jalisco, el cual cuenta un área de 7,000 metros cuadrados de piso de venta, cuya inauguración fue encabezada por el presidente ejecutivo del consejo de Grupo La Comer, Alejandro González Zabalegui, el cual se aplicó una inversión de 675 millones de pesos para su construcción y apertura en los que se generaron un total de 472 empleos formales (322 de manera indirecta y 150 más de manera indirecta).
Actualmente, Fresko cuenta con 22 sucursales a nivel nacional, distribuidos en 9 Estados de la República Mexicana.
En el año 2024 La Comer planea abrir 2 sucursales Fresko, así como 3 sucursales City Market y 2 tiendas de La Comer.

## Concepto de tienda
A partir de su creación a finales del 2009 Fresko consta de un formato de supermercado tipo fresh market con superficie de venta que van desde los 1,000 hasta los 4,500 metros cuadrados por cada sucursal, cuyo concepto de tienda mayoritariamente dirigida al nivel socioeconómico medio-alto se enfoca en ofrecer al consumidor abarrotes comestibles y no comestibles; productos orgánicos y gurmé; alimentos perecederos como frutas y verduras, panadería, pastelería, carnes, pescados y mariscos, comida preparada y tortillería; artículos para el hogar; mascotas; blancos; farmacia; perfumería; artículos de cuidado personal y, como valores agregados que lo diferencían de sus tiendas competidoras, departamentos de mercancías generales como ferretería, juguetería, papelería, línea blanca, enseres menores y telefonía, así como una cafetería bajo el nombre de Xpressa Café, el cual esta marca de cafetería también se encuentra dentro de las tiendas del formato La Comer. Este modelo de supermercado tipo fresh market se creó con el objetivo de proporcionar compras ágiles y rápidas al consumidor y para su instalación se eligen ciudades donde se geste el crecimiento vertical que experimenten las mismas así como en localidades menores a 70,000 habitantes donde predomine el nivel socioeconómico medio-alto.

### Competidores
Los competidores principales de Fresko, a nivel nacional, son Chedraui bajo sus formatos Selecto Chedraui, Selecto Súper Chedraui y Selecto Supercito; algunas sucursales del formato Soriana Súper de Tiendas Soriana (necesariamente aquellas ubicadas en zonas donde predomina el sector socioeconómico medio-alto) y anteriormente Walmart de México y Centroamérica con el desaparecido formato Superama, el cual a finales del mes de octubre de 2020 cambio de nombre y formato por lo que en la actualidad es Walmart Express. Asimismo, sus competidores a nivel regional son algunas cadenas de tiendas de autoservicio regionales, tales como la sinaloense Casa Ley mediante sus formatos Súper Ley, Súper Ley Express Fresh y Fresh Market Ley, así como la cadena de tiendas de origen chihuahuense Grupo Futurama con el formato de Fresh Market by Alsúper

## Reconversión de tiendas La Comer a Fresko
Principalmente la idea de reconvertir algunas de las sucursales ya existentes que Comercial Mexicana había dejado al nuevo Grupo La Comer era por la cantidad menor de metros cuadrados y la densidad socioeconómica de la zona ya mayor. 
Como algunas de esas sucursales estaban descuidadas y eran de menor tamaño, tuvieron que reducir al formato Fresko como lo fue La Comer Herradura, que fue convertida a Fresko La Herradura, por lo que durante noviembre de 2020 fue cerrada para posteriormente demolerla y dar paso a la construcción de un nuevo Fresko, contó con una inversión de 258 millones de pesos (mdp), fue abierta al público en agosto de 2021, con un nuevo servicio de Pic kup y una cafetería Xpressa.
Posteriormente desde a inicios del año 2022 ya se tenía planeado demoler y construir una tienda Fresko en la antigua Comercial Mexicana Satélite que pasó a ser La Comer Satélite, por lo que no tuvo remodelación alguna de parte de La Comer, cerró sus puertas al público en agosto del mismo año, contó con una gran inversión de 447.5 millones de pesos y fue abierta al público durante mayo de 2023.